# Nkiru Okosieme
Nkiru Doris "NK" Okosieme (sinh ngày 1 tháng 3 năm 1972) là cựu đội trưởng của đội tuyển bóng đá nữ Nigeria (Super Falcons), là tiền vệ bóng đá chơi cho đội tuyển bóng đá nữ quốc gia Nigeria qua bốn kì FIFA World Cup nữ (1991, 1995, 1999 và 2003), vài kì Cúp bóng đá nữ châu Phi và Olympic Mùa hè 2000. Okosieme có nickname là "The Headmistress" vì thói quen ghi những bàn thắng quan trọng bằng đầu.

## Sự nghiệp
Okosieme đã là đội trưởng của đội tuyển nữ Quốc gia Nigeria tại lễ khai mạc Giải vô địch bóng đá nữ thế giới 1991 khi cô vẫn còn là một thiếu niên. Cô chơi suốt 80 phút trong cả ba trận toàn thua của Nigeria, khi đó cô đang chơi cho câu lạc bộ S.C. Imo State.
Khi Giải vô địch bóng đá nữ thế giới 1999 diễn ra, Okosieme đang chơi cho Rivers Angels. Trước giải đấu cô phát biểu: "Chúng tôi không có một chút tự ti nào cả". Cô ghi ba bàn thắng ở bốn trận, đưa Nigeria vào vòng tứ kết, rồi thất bại 4–3 trước Brazil. Okosieme thích chơi bóng ở Mỹ nên cô đã gia nhập câu lạc bộ Charlotte Lady Eagles để thi đấu giải USL W-League và ghi danh vào đại học nơi cô chơi cho câu lạc bộ trường. Giải W-league là giải đấu chuyên nghiệp nhất cho bóng đá nữ tại Mỹ ngày nay. Năm 2001, "NK" là cầu thủ ghi bàn bàn nhiều thứ hai ở NCAA Div II. Cô đã giành được giải Cầu thủ hội thảo của năm và nằm trong đội tuyển khu vực trong vòng 4 năm. Cô cũng nằm trong đội tuyển NSCAA toàn nước Mỹ.
Okosieme đã giành chiến thắng suốt ba mùa Cúp vô địch bóng đá nữ châu Phi năm 1998, 2000 và 2002 cùng với đội "Super Falcons".
Anh trai cô Ndubuisi Okosieme cũng là một cầu thủ quốc tế.